# Жазик (Хромтауський район)
Жази́к (каз. Жазық) — станційне селище у складі Хромтауського району Актюбінської області Казахстану. Входить до складу Акжарського сільського округу.
У радянські часи селище називалось Просторна.
Населення — 296 осіб (2021; 306 у 2009, 333 у 1999, 295 у 1989).